# Bédejun
Ne doit pas être confondu avec Bendejun.
Bédejun est une ancienne commune française, située dans le département des Alpes-de-Haute-Provence en région Provence-Alpes-Côte d'Azur.
Elle a été rattachée à Chaudon, renommée Chaudon-Bédejun (aujourd'hui Chaudon-Norante) à cette occasion, en 1908.
Bédejun n'est en réalité que le nom du lieu-dit où se situe le hameau, nommé La Clappe.

## Histoire
En 1909, la commune en voie de désertification fusionne avec Chaudon, la nouvelle commune prenant le nom de Chaudon-Bédejun (aujourd'hui Chaudon-Norante).

## Administration
| Période                                  | Période | Identité | Étiquette | Qualité |
| ---------------------------------------- | ------- | -------- | --------- | ------- |
| Les données manquantes sont à compléter. |         |          |           |         |
|                                          |         |          |           |         |

## Population et société

### Démographie
| 1793 | 1800 | 1806 | 1821 | 1831 | 1836 | 1841 | 1846 | 1851 |
| ---- | ---- | ---- | ---- | ---- | ---- | ---- | ---- | ---- |
| 131  | 134  | 117  | 117  | 106  | 111  | 101  | 109  | 100  |

| 1856 | 1861 | 1866 | 1872 | 1876 | 1881 | 1886 | 1891 | 1896 |
| ---- | ---- | ---- | ---- | ---- | ---- | ---- | ---- | ---- |
| 79   | 77   | 59   | 66   | 66   | 56   | 61   | 65   | 50   |

| 1901 | 1906 | - | - | - | - | - | - | - |
| ---- | ---- | - | - | - | - | - | - | - |
| 57   | 41   | - | - | - | - | - | - | - |

Histogramme

(élaboration graphique par Wikipédia)